# Saint-Saturnin-de-Lucian
Saint-Saturnin-de-Lucian (okzitanisch: Sant Adornin) ist ein südfranzösischer Ort und eine Gemeinde mit 289 Einwohnern (Stand: 1. Januar 2022) im Département Hérault in der Region Okzitanien. Die Gemeinde gehört zum Arrondissement Lodève und zum Kanton Gignac. Die Einwohner werden Lucianais genannt.

## Lage
Saint-Saturnin-de-Lucian liegt etwa 44 Kilometer nordöstlich von Béziers und etwa 33 Kilometer westnordwestlich von Montpellier. Umgeben wird Saint-Saturnin-de-Lucian von den Nachbargemeinden Saint-Privat im Norden, Arboras im Osten und Nordosten, Montpeyroux im Osten, Saint-André-de-Sangonis im Südosten, Jonquières im Süden, Saint-Guiraud im Südwesten sowie Saint-Jean-de-la-Blaquière im Westen und Nordwesten.

## Bevölkerungsentwicklung
| Jahr                      | 1962 | 1968 | 1975 | 1982 | 1990 | 1999 | 2006 | 2013 |
| Einwohner                 | 281  | 265  | 250  | 208  | 199  | 229  | 281  | 310  |
| Quelle: Cassini und INSEE |      |      |      |      |      |      |      |      |